# Nerkin Chyndzoresk
Nerkin Chyndzoresk – wieś w Armenii, w prowincji Sjunik. W 2011 roku liczyła 276 mieszkańców.